# Saint-Martory
Saint-Martory är en kommun i departementet Haute-Garonne i regionen Occitanien i södra Frankrike. Kommunen ligger i kantonen Saint-Martory som tillhör arrondissementet Saint-Gaudens. År 2022 hade Saint-Martory 1 039 invånare.

## Befolkningsutveckling
Antalet invånare i kommunen Saint-Martory
Referens:INSEE